# Embalse de Celemín
El embalse del Celemín es un pantano localizado en el término municipal de Benalup-Casas Viejas, en la provincia de Cádiz.Pertenece a la Demarcación Hidrográfica del Guadalete-Barbate.

## Caudal
Recibe aportaciones de tres arroyos: el Barbate, el Rocinejo y el Alberite

## Historia
El embalse está en una zona con varios dólmenes.

## Explotación
Su uso es principalmente para regadío, y compensa la pérdida de agua de la desaparecida Laguna de La Janda.

## Localización
Se encuentra en el parque natural de los Alcornocales, junto al Corredor Verde de las Dos Bahías.